# Agárdi Péter (irodalomtörténész)
Agárdi Péter (Budapest, 1946. április 15. –) József Attila-díjas magyar irodalomtörténész, kritikus, egyetemi tanár.

## Életpályája
Szülei: Agárdi László és Wassermann Klára. 1965-1970 között az ELTE BTK magyar szakos középiskolai tanár–könyvtár szakos hallgatója volt.1973-ban doktorrá avatták és megkapta a Sub auspiciis Rei Publicae Popularis doktori címet, mivel középiskolai és egyetemi tanulmányai során végig jeles vizsgaeredményeket ért el és az államvizsgája is kitűnő volt. 1970–1975 között a Magyar Tudományos Akadémia Irodalomtudományi Intézetének tudományos munkatársa, közben 1972–1975 között a Látóhatár című folyóirat szerkesztője is volt. 1975-től 10 éven át a Magyar Szocialista Munkáspárt Központi Bizottságának tudományos, közoktatási és kulturális osztályának munkatársa volt. 1970–1975 között a Magyar Rádió külső munkatársa, 1985–1990 között elnökhelyettese volt.
1983 óta az irodalomtudományok kandidátusa. 1991–2010 között a Magyar Tudományos Akadémia Lukács György Archívumának tudományos főmunkatársa volt. 1992 óta a Janus Pannonius Tudományegyetem oktatója, 1994–1998 között docens, 1998 óta egyetemi tanár, 2004–2011 között a Könyvtártudományi Tanszékének vezetője volt. 1996-ban habilitált. 1997-2000 között a Magyar Rádió Közalapítvány kuratóriumának elnöke, 2002–2008 között elnökségi tagja, 2002–2004 között elnökhelyettese volt. 2000-től a Lukács György Alapítvány kuratóriumának elnöke.
Főbb kutatási területe a magyar barokk eszmetörténete, az 1930-as évek eszme- és irodalomkritikai irányzatai, az 1970-es évek magyar irodalma, József Attila pályája.

## Magánélete
1977-ben házasságot kötött Malek Zsuzsannával. Két lányuk született; Noémi (1978) és Fruzsina (1982).

## Művei
- Rendiség és esztétikum. Gyöngyösi István költői világképe (kismonográfia, 1972)
- Viták – eredmények – távlatok. A marxista esztétika újabb eredményei és az irodalmi ismeretterjesztés; TIT, Budapest, 1974
- A hetvenes évek irodalmáról (szerkesztette, 1979)
- Értékrend és kritika. Fejtő Ferenc irodalomszemlélete a 30-as években (monográfia, 1982)
- Korok, arcok, irányok (tanulmányok, 1985)
- Művészet és közösség.Művelődéspolitikai írások (tanulmányok, 1985)
- A három részre szakadó ország. Rendszerváltás és kultúra, 1990–1991; Vita, Budapest, 1991 (Kulturális modell kutatások)
- Kortársunk, Mónus Illés. Metszet az 1930-as évek magyar szellemi életéből (monográfia, 1992)
- A három részre szakadó ország. Rendszerváltás és kultúra (1992)
- Torlódó múlt. József Attila és kortársai (tanulmányok, 1995)
- Szöveggyűjtemény a magyar művelődéstörténet tanulmányozásához (1000–1945) (1995)
- A kultúra sorsa Magyarországon 1985–1996. Történeti és kronológiai bevezető a "Magyarország kulturális állapota" című komplex szociológiai felméréshez és elemzéshez (tanulmány, 1997)
- Művelődéstörténeti szöveggyűjtemény II. Válogatás a magyar művelődés 1945 és 1990 közötti történetének dokumentumaiból. I–II. kötet (1997)
- A kultúra mint esélyteremtés, avagy az esélyteremtés kultúrája. Szakmai ajánlások a baloldal művelődés- és médiapolitikai programjához az új évezred elejére (2000)
- Kunfi Zsigmond (2001)
- Kultúra és média a magyar ezredfordulón (tanulmányok, 2002)
- Magyar kultúra és média a XXI. század elején (tanulmányok, 2005)
- Bródy Sándor utca 5–7. Rádió és médiapolitika a XXI. század elején (tanulmányok, vitacikkek, 2005)
- „…a multat be kell vallani”. Nemzeti kultúra − baloldali tradíció (tanulmányok, 2006)
- Pécs Megyei Jogú Város Önkormányzatának kulturális stratégiája (2007)
- Fejtő Ferenc testamentuma (tanulmányok, 2009)
- József Attila, a közös ihlet. Egy irodalmi centenárium tükre és anatómiája (monográfia, 2010)
- Kultúravesztés vagy kultúraváltás? Nemzeti értékek – kultúraközvetítés – művelődéspolitikák (2012)
- "Irodalomról, vagy más ily fontos emberi lomról". József Attila és a magyar nemzeti hagyománytudat; Balassi, Bp., 2013
- "Komp-ország megindult dühösen Kelet felé újra". Ady magyarsága és modernsége. Cikkek, versek, esszék, tanulmányok; szerk. Agárdi Péter; Napvilág, Bp., 2014
- Nemzeti értékviták és kultúrafelfogások, 1847–2014; Napvilág, Bp., 2015
- Nemzeti irodalom – történelmi emlékezet. Tanulmányok, cikkek, interjúk; Kronosz, Pécs, 2024

## Díjai, kitüntetései
- Demény Pál-emlékérem (2002)
- Szalai Pál Emlékdíj
- Gábor Andor írói jutalomdíj
- József Attila-díj (1987)